# Górki (Łosice)
Pour les articles homonymes, voir Górki.
Górki (prononciation : [ˈɡurki]) est un village polonais de la gmina de Platerów dans le powiat de Łosice de la voïvodie de Mazovie dans le centre-est de la Pologne.
Il se situe à environ 6 km au sud de Platerów (siège de la gmina), 9 km au nord-est de Łosice (siège du powiat) et à 126 km à l'est de Varsovie (capitale de la Pologne).
Le village possède une population de 187 habitants en 2010.

## Histoire
De 1975 à 1998, le village appartenait administrativement à la voïvodie de Biała Podlaska.